# In-Nadur
In-Nadur (engelska: Nadur) är en ort och kommun i republiken Malta. Den ligger på ön Gozo i den nordvästra delen av landet, 26 kilometer nordväst om huvudstaden Valletta. 